# Specie di Gradungulidae
Di seguito sono elencate tutte le 16 specie della famiglia di ragni Gradungulidae note al giugno 2013.

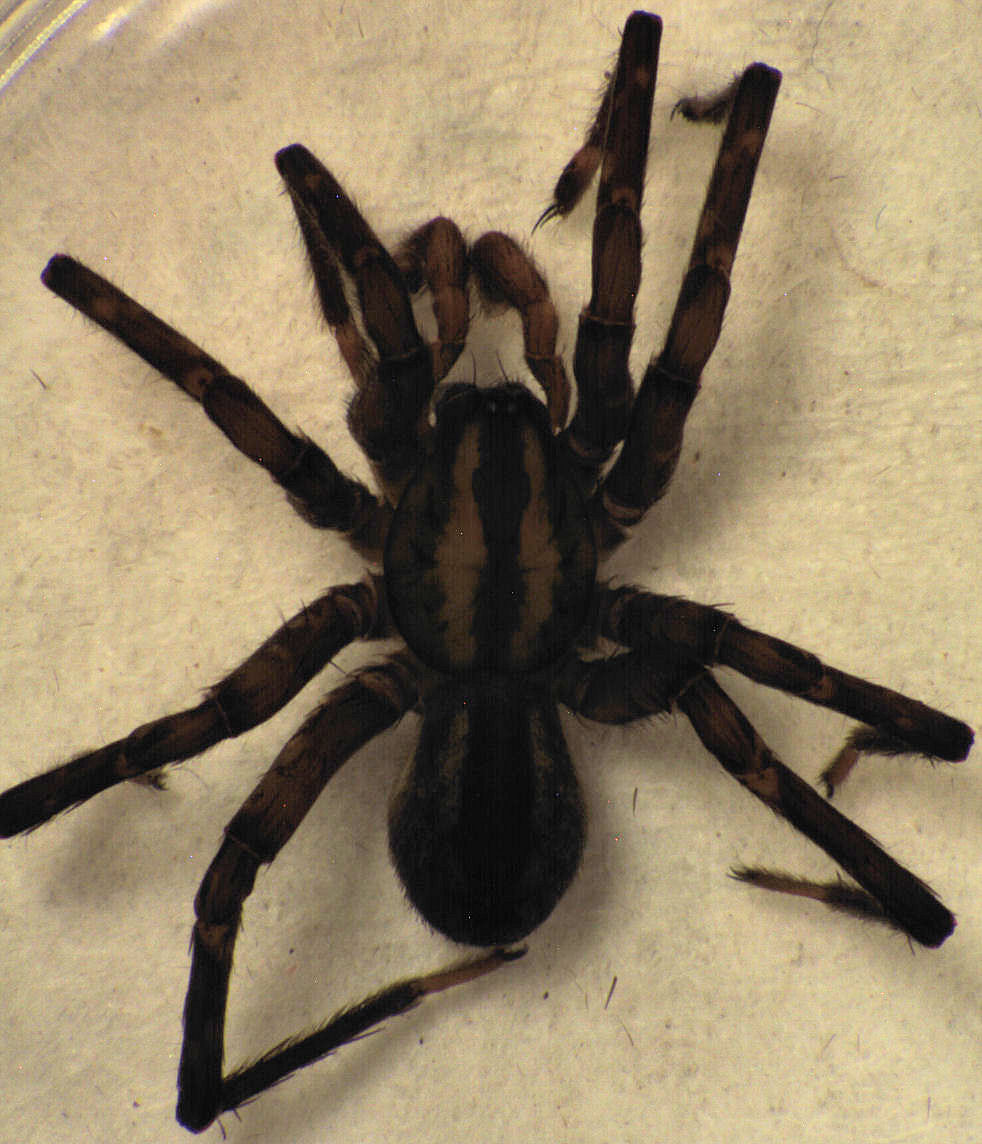
Gradungula sorenseni, maschio adulto

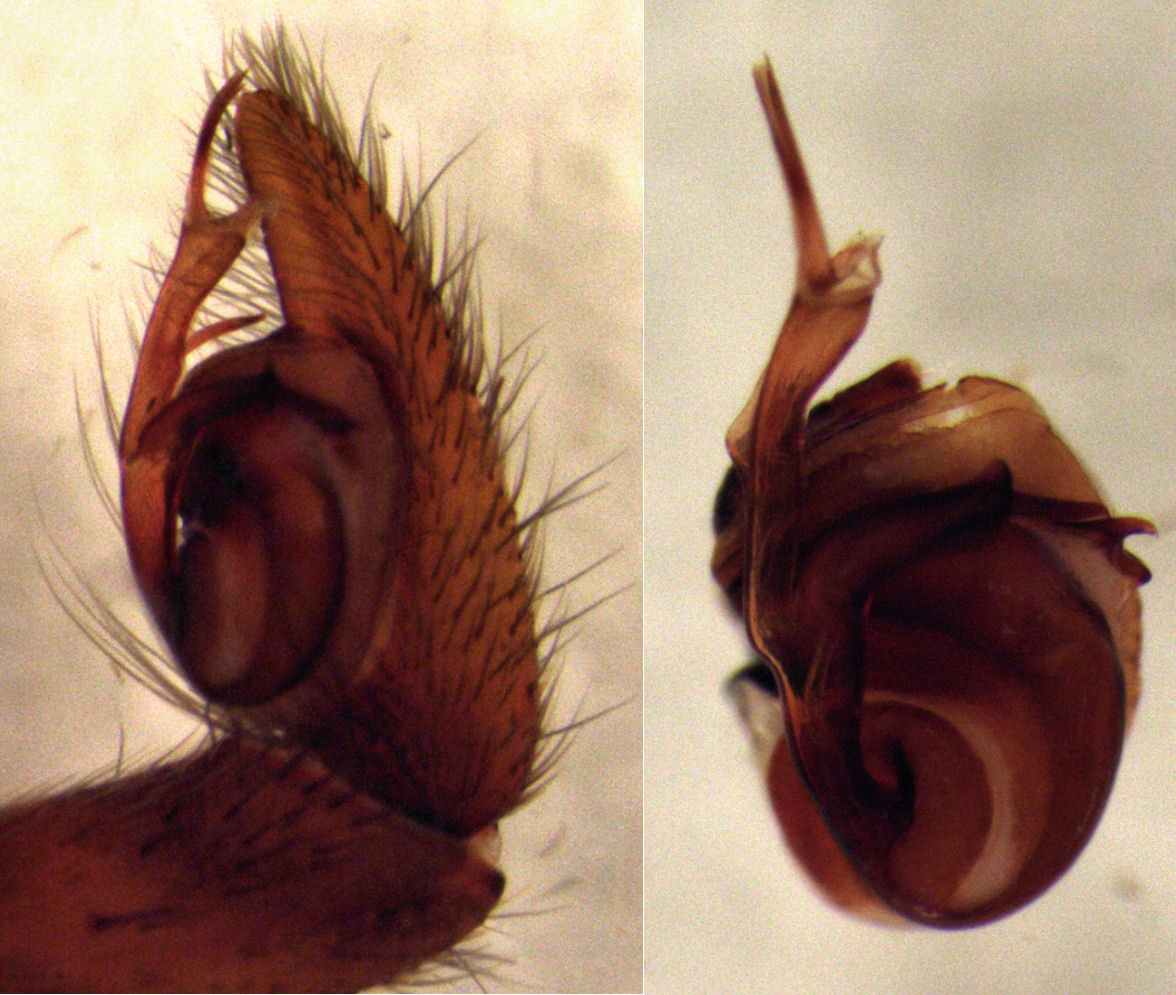
Gradungula sorenseni, pedipalpo maschile

## Gradungula
Gradungula Forster, 1955
- Gradungula sorenseni Forster, 1955 — Nuova Zelanda

## Kaiya
Kaiya Gray, 1987
- Kaiya bemboka Gray, 1987 — Nuovo Galles del Sud
- Kaiya brindabella (Moran, 1985) — Australian Capital Territory (Canberra)
- Kaiya parnabyi Gray, 1987 — Victoria
- Kaiya terama Gray, 1987 — Nuovo Galles del Sud

## Macrogradungula
Macrogradungula Gray, 1987
- Macrogradungula moonya Gray, 1987 — Queensland

## Pianoa
Pianoa Forster, 1987
- Pianoa isolata Forster, 1987 — Nuova Zelanda

## Progradungula
Progradungula Forster & Gray, 1979
- Progradungula carraiensis Forster & Gray, 1979 — Nuovo Galles del Sud
- Progradungula otwayensis Milledge, 1997 — Victoria

## Spelungula
Spelungula Forster, 1987
- Spelungula cavernicola Forster, 1987 — Nuova Zelanda

## Tarlina
Tarlina Gray, 1987
- Tarlina daviesae Gray, 1987 — Queensland
- Tarlina milledgei Gray, 1987 — Nuovo Galles del Sud
- Tarlina noorundi Gray, 1987 — Nuovo Galles del Sud
- Tarlina simipes Gray, 1987 — Queensland
- Tarlina smithersi Gray, 1987 — Nuovo Galles del Sud
- Tarlina woodwardi (Forster, 1955) — Queensland